# Enrico di Prussia (1781-1846)
Federico Enrico Carlo di Hohenzollern (in tedesco Friedrich Heinrich Karl von Preußen; Berlino, 30 dicembre 1781 – Roma, 12 luglio 1846) è stato un principe e militare prussiano, generale di fanteria e gran maestro dell'Ordine di San Giovanni del baliaggio di Brandeburgo.

## Vita

### Carriera militare
Enrico era il figlio terzogenito di re Federico Guglielmo II di Prussia e della sua seconda moglie Federica Luisa d'Assia-Darmstadt, figlia del langravio Luigi IX.
Entrò nell'esercito nel settembre 1795 come portabandiera. Promosso colonnello, prese parte alla quarta coalizione antifrancese combattendo alla battaglia di Auerstädt, perdendo anche il cavallo. Prese poi parte alla campagna tedesca del 1813 come assistente del generale russo Peter Wittgenstein. Dopo la fine delle guerre napoleoniche, il 31 maggio 1815 fu promosso generale.

### Nell'Ordine di San Giovanni
Nel 1800 Enrico divenne vescovo coadiutore dell'allora Gran Maestro dell'Ordine di San Giovanni del baliaggio di Brandeburgo, il suo prozio Augusto Ferdinando di Prussia. Il baliaggio fu sciolto nel 1811, ma il fratello di Enrico, re Federico Guglielmo III di Prussia, rifondò l'Ordine di San Giovanni l'anno successivo; nel 1813 Enrico di Prussia ne divenne quindi il nuovo Gran Maestro.
Sotto Enrico l'ordine si dedicò alle opere caritatevoli, e furono fondati l'ospedale di Jüterbog e un istituto di diaconesse a Bucarest.

### Ultimi anni
Dal 1819 il principe Enrico visse stabilmente a Roma a causa della salute declinante (erano sempre più frequenti gli episodi di sincope). Dal 1826 fu comunque costretto a letto, non riuscendo più a riprendersi. L'ultimo suo aiutante, tra il 1845 e il 1846, fu il successivo feldmaresciallo Helmuth von Moltke.
Enrico di Prussia morì nel 1846. Il suo corpo venne riportato in Germania e sepolto nella cattedrale di Berlino.

## Discendenza
Il principe Enrico non si sposò mai, né ebbe mai figli riconosciuti.

## Ascendenza
|                                                |                              |                                             | Genitori                                           |  |  | Nonni |  |  | Bisnonni                        |  |  | Trisnonni             |  |
|                                                |                              |                                             |                                                    |  |  |       |  |  | Federico Guglielmo I di Prussia |  |  | Federico I di Prussia |  |
|                                                |                              |                                             |                                                    |  |  |       |  |  | Federico Guglielmo I di Prussia |  |  | Federico I di Prussia |  |
|                                                |                              | Sofia Carlotta di Hannover                  |                                                    |  |  |       |  |  | Federico Guglielmo I di Prussia |  |  |                       |  |
| Augusto Guglielmo di Prussia                   |                              |                                             |                                                    |  |  |       |  |  | Federico Guglielmo I di Prussia |  |  |                       |  |
|                                                |                              | Sofia Dorotea di Hannover                   | Giorgio I d'Inghilterra                            |  |  |       |  |  |                                 |  |  |                       |  |
|                                                |                              | Sofia Dorotea di Hannover                   | Giorgio I d'Inghilterra                            |  |  |       |  |  |                                 |  |  |                       |  |
|                                                |                              | Sofia Dorotea di Hannover                   | Sofia Dorotea di Celle                             |  |  |       |  |  |                                 |  |  |                       |  |
| Federico Guglielmo II di Prussia               |                              | Sofia Dorotea di Hannover                   |                                                    |  |  |       |  |  |                                 |  |  |                       |  |
|                                                |                              | Ferdinando Alberto II di Brunswick-Lüneburg | Ferdinando Alberto I di Brunswick-Lüneburg         |  |  |       |  |  |                                 |  |  |                       |  |
|                                                |                              | Ferdinando Alberto II di Brunswick-Lüneburg | Ferdinando Alberto I di Brunswick-Lüneburg         |  |  |       |  |  |                                 |  |  |                       |  |
|                                                |                              | Ferdinando Alberto II di Brunswick-Lüneburg | Cristina d'Assia-Eschewege                         |  |  |       |  |  |                                 |  |  |                       |  |
| Luisa Amalia di Brunswick-Lüneburg             |                              | Ferdinando Alberto II di Brunswick-Lüneburg |                                                    |  |  |       |  |  |                                 |  |  |                       |  |
|                                                |                              | Antonietta Amalia di Brunswick-Wolfenbüttel | Luigi Rodolfo di Brunswick-Lüneburg                |  |  |       |  |  |                                 |  |  |                       |  |
|                                                |                              | Antonietta Amalia di Brunswick-Wolfenbüttel | Luigi Rodolfo di Brunswick-Lüneburg                |  |  |       |  |  |                                 |  |  |                       |  |
|                                                |                              | Antonietta Amalia di Brunswick-Wolfenbüttel | Cristina Luisa di Oettingen-Oettingen              |  |  |       |  |  |                                 |  |  |                       |  |
| Federico Enrico Carlo di Prussia               |                              | Antonietta Amalia di Brunswick-Wolfenbüttel |                                                    |  |  |       |  |  |                                 |  |  |                       |  |
|                                                | Luigi VIII d'Assia-Darmstadt | Ernesto Luigi d'Assia-Darmstadt             |                                                    |  |  |       |  |  |                                 |  |  |                       |  |
|                                                | Luigi VIII d'Assia-Darmstadt | Ernesto Luigi d'Assia-Darmstadt             |                                                    |  |  |       |  |  |                                 |  |  |                       |  |
|                                                | Luigi VIII d'Assia-Darmstadt | Dorotea Carlotta di Brandeburgo-Ansbach     |                                                    |  |  |       |  |  |                                 |  |  |                       |  |
| Luigi IX d'Assia-Darmstadt                     | Luigi VIII d'Assia-Darmstadt |                                             |                                                    |  |  |       |  |  |                                 |  |  |                       |  |
|                                                |                              | Carlotta di Hanau-Lichtenberg               | Giovanni Reinardo III di Hanau-Lichtenberg         |  |  |       |  |  |                                 |  |  |                       |  |
|                                                |                              | Carlotta di Hanau-Lichtenberg               | Giovanni Reinardo III di Hanau-Lichtenberg         |  |  |       |  |  |                                 |  |  |                       |  |
|                                                |                              | Carlotta di Hanau-Lichtenberg               | Dorotea Federica di Brandeburgo-Ansbach            |  |  |       |  |  |                                 |  |  |                       |  |
| Federica Luisa d'Assia-Darmstadt               |                              | Carlotta di Hanau-Lichtenberg               |                                                    |  |  |       |  |  |                                 |  |  |                       |  |
|                                                |                              | Cristiano III del Palatinato-Zweibrücken    | Cristiano II del Palatinato-Zweibrücken-Birkenfeld |  |  |       |  |  |                                 |  |  |                       |  |
|                                                |                              | Cristiano III del Palatinato-Zweibrücken    | Cristiano II del Palatinato-Zweibrücken-Birkenfeld |  |  |       |  |  |                                 |  |  |                       |  |
|                                                |                              | Cristiano III del Palatinato-Zweibrücken    | Caterina Agata di Rappoltstein                     |  |  |       |  |  |                                 |  |  |                       |  |
| Carolina del Palatinato-Zweibrücken-Birkenfeld |                              | Cristiano III del Palatinato-Zweibrücken    |                                                    |  |  |       |  |  |                                 |  |  |                       |  |
|                                                |                              | Carolina di Nassau-Saarbrücken              | Luigi Cratone di Nassau-Saarbrücken                |  |  |       |  |  |                                 |  |  |                       |  |
|                                                |                              | Carolina di Nassau-Saarbrücken              | Luigi Cratone di Nassau-Saarbrücken                |  |  |       |  |  |                                 |  |  |                       |  |
|                                                |                              | Carolina di Nassau-Saarbrücken              | Filippa Enrichetta di Hohenlohe-Langenburg         |  |  |       |  |  |                                 |  |  |                       |  |
|                                                |                              | Carolina di Nassau-Saarbrücken              |                                                    |  |  |       |  |  |                                 |  |  |                       |  |

## Onorificenze

### Altre
A Berlino, nel quartiere di Kreuzberg, gli è intitolata una piazza.